# Javier Moracho
Javier Moracho Torrente (* 18. August 1957 in Monzón) ist ein ehemaliger spanischer Hürdenläufer, dessen Spezialstrecke die 110-Meter-Distanz war.
Bei den Halleneuropameisterschaften 1979 in Wien wurde er Sechster über 60 Meter Hürden. Im Jahr darauf gewann er bei den Halleneuropameisterschaften in Sindelfingen Bronze über 60 Meter und wurde Siebter bei den Olympischen Spielen in Moskau.
1981 holte er Bronze bei den Halleneuropameisterschaften in Grenoble über 50 Meter Hürden, und bei den Europameisterschaften 1982 in Athen erreichte er das Halbfinale. 1983 schied er bei den Weltmeisterschaften in Helsinki im Halbfinale aus und gewann Gold bei den Mittelmeerspielen. 1984 wurde er bei den Halleneuropameisterschaften in Göteborg Vierter über 60 Meter und gelangte bei den Olympischen Spielen in Los Angeles ins Halbfinale. Einer Silbermedaille bei den Hallenweltspiele 1985 in Paris über 60 Meter Hürden folgte in derselben Disziplin Gold bei den Halleneuropameisterschaften 1986 in Madrid und jeweils ein sechster Platz bei den Hallenweltmeisterschaften 1987 in Indianapolis und bei den Halleneuropameisterschaften 1988 in Budapest. 1988 gewann er Bronze bei den Iberoamerikanischen Meisterschaften und schied bei den Olympischen Spielen in Seoul im Viertelfinale aus.
Je achtmal wurde er spanischer Meister über 110 Meter Hürden im Freien (1978, 1980–1985, 1987) und über 50 bzw. 60 Meter Hürden in der Halle (1977–1981, 1984–1987).

## Persönliche Bestleistungen
- 50 m Hürden: 6,48 s, 22. Februar 1981, Grenoble
- 60 m Hürden (Halle): 7,60 s, 12. Februar 1984, Donostia-San Sebastián
- 110 m Hürden: 13,42 s, 16. August 1987, Barcelona